# Süddeutsche Zeitung
Le Süddeutsche Zeitung (SZ, littéralement « Journal de l'Allemagne du Sud ») est, avec le Frankfurter Allgemeine Zeitung et Die Welt, un des trois plus grands quotidiens allemands. Créé à Munich en 1945, il est de tendance libérale de gauche.

## Ligne éditoriale
Malgré son nom, le SZ est un journal de référence nationale en Allemagne, mais également à l'extérieur du pays. La ligne éditoriale de centre gauche en fait un opposant (l'unique opposant, disent certains) au gouvernement du Land de Bavière dirigé par la CSU (centre droit) presque continuellement depuis 1949[réf. nécessaire].
L'édition nationale présente quatre rubriques : Politique, Culture, Économie et Sports. Les éditions bavaroises contiennent des pages d'informations locales[réf. nécessaire].

## Histoire

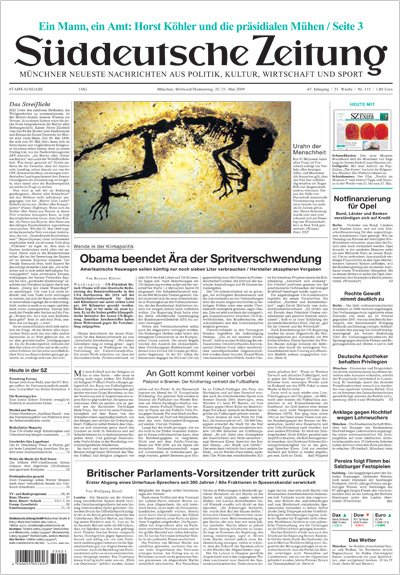
La Une du journal du 20 mai 2009.

### La création du journal
Le 6 octobre 1945, cinq mois après la fin de la Seconde Guerre mondiale en Europe, le Süddeutsche Zeitung est le premier journal autorisé par l'Armée américaine alors en poste en Bavière. Sous l'impulsion d'August Schwingenstein, Edmund Goldschagg et Franz Josef Schöningh, le premier numéro sort le soir même[réf. nécessaire]. La Une titre alors :
« Zum ersten Male seit dem Zusammenbruch der braunen Schreckensherrschaft erscheint in München eine von Deutschen geleitete Zeitung. Sie ist von den politischen Notwendigkeiten der Gegenwart begrenzt, aber durch keine Zensur gefesselt, durch keinen Gewissenszwang geknebelt. Die « Süddeutsche Zeitung » ist nicht das Organ einer Regierung oder einer bestimten Partei, sondern ein Sprachrohr für alle Deutschen, die einig sind in der Liebe zur Freiheit, im Haß gegen den totalen Staat, im Abscheu gegen alles, was nationalsozialistisch ist[..] »
« Pour la première fois depuis l'effondrement de l'effroyable gouvernement brun, un journal dirigé par des Allemands est publié à Munich. Il est limité par les nécessités politiques du présent, mais ne subit aucune censure ni contraintes morales. Le Süddeutsche Zeitung n'est pas l'organe d'un gouvernement ou d'un parti particulier mais uniquement un mégaphone pour tous les Allemands qui sont attachés à l'amour de la liberté, dans la haine d'un État totalitaire et la détestation de tout ce qui est national-socialiste. »
— Süddeutsche Zeitung

### Difficultés
La crise du marché des annonces de presse rend la situation financière de la SZ difficile en 2000. De nouveaux partenaires entrent alors dans le capital du journal.
La même année, le magazine du journal, SZ-Magazin, est source d'un scandale concernant des interview falsifiées.

### Diversification
Au printemps 2004, la SZ lance Süddeutsche Bibliothek : chaque semaine, une des cinquante plus célèbres nouvelles du XXe siècle est disponible dans les kiosques et librairies. À la suite de ce succès, le journal lance en octobre 2004, la collection Klavier Kaiser regroupant des CD de piano.
En décembre 2004, afin de concurrencer Die Zeit, la SZ crée la revue scientifique SZ Wissen et en mars 2005, la SZ-Cinemathek, une collection de films de grands réalisateurs en DVD.
Cette diversification permet au journal de redevenir bénéficiaire[réf. nécessaire].

### Liste des rédacteurs en chef
Kurt Kister et Wolfgang Krach sont les  rédacteurs actuels (au 25 Novembre 2018) de la Süddeutsche Zeitung.
K. Kister est le rédacteur en chef depuis 2011, avec W. Krach.